# 具滋暻
具滋暻（韓語：구자경，1925年4月24日—2019年12月14日），韩国企业家，LG集团第二任会长，具仁會長子。

## 生平
具滋暻1925年4月24日出生于日治朝鮮庆尚南道晋阳郡，是家中长子，下有五个弟弟。具滋暻1939年3月从晋阳郡智水普通学校毕业，后入晋州中学学习。1942年5月4日，他与晋阳河顺峰的长女河正任结为夫妻。1944年3月他从晋州中学毕业后，考入晋州师范学院。1945年3月从晋州师范学院毕业后回到母校智水普通学校教书，1947年4月调到釜山师范学校教书。:132
1949年，具滋暻应父亲具仁会的要求放弃教书到乐喜化学管理工厂事务，1950年5月出任乐喜化学工业社理事，1952年4月任东洋电气化学公社代表，1952年3月任金星社理事，1962年8月任乐喜化学工业社专务，1963年12月当选釜山市教育委员会委员，1967年1月任金星社副社长。1969年12月，具仁会去世后，他接任集团会长之职。:132
在他担任LG集团第二任会长期间，LG集团于1987年10月入住新建成了LG双子大厦。1987年12月，他被推举为韩国全国经济人联合会的会长，以取代已经连任此职5次长达10年的现代集团会长郑周永，1989年2月任该联合会名誉会长。1990年2月20日，具滋暻提出了“为顾客创造价值”、“以人为本”的经营理念。1995年1月，乐喜金星集团正式更名为目前的LG集团。同年2月22日，具滋暻将LG会长之职让给已故长子具本茂，退居二线担任LG集团名誉会长。:132-133
2019年12月14日逝世，享寿94歲。